# Jusqu'au bateau
Pour plus de détails, voir Fiche technique et Distribution.
Jusqu'au bateau (Μέχρι το πλοίο (Méchri to plío)) est un film grec réalisé par Alexis Damianos et sorti en 1966. Il fut présenté au Festival du cinéma grec de Thessalonique cette même année. Il y reçut une récompense d'honneur. Il participa au Festival international du film de Chicago de 1967. Il reçut le prix de la mise en scène au Festival d'Hyères en 1967.

## Synopsis
Un rude montagnard (Nikaas) marche de sa montagne au port du Pirée afin de s'embarquer pour l'Australie. Ses diverses étapes lui servent à revenir sur sa vie passée ainsi qu'à retarder le moment de s'embarquer. Il revoit un ancien compagnon d'armes devenu forgeron. Cependant, il tombe amoureux de la jeune et jolie femme de celui-ci et préfère fuir. Il rencontre une jeune paysanne un peu sauvage. Ils ont une violente passion sexuelle. Elle finit prostituée. Il habite chez un couple très pauvre du Pirée. Ils se déchirent. Le mari abandonne sa femme. Celle-ci s'embarque avec le montagnard. Ses trois moments racontent aussi la pauvreté dans les campagnes et la dureté des villes.

## Fiche technique
- Titre : Jusqu'au bateau
- Titre original : grec moderne : Μέχρι το πλοίο (Méchri to plío)
- Réalisation : Alexis Damianos
- Scénario : Alexis Damianos à partir des nouvelles de Spilios Passagiannis La Bague et Grigorios Xenopoulos Nanota
- Production : Alexis Damianos
- Société de production : Poreia
- Directeurs de la photographie : Yorgos Panoussopoulos, Christos Mangos etr Yannis Velopoulos
- Montage : Yorgos Triantafyllou
- Direction artistique : Alexis Damianos
- Costumes :
- Musique : Clelia Fotopoulou
- Pays d'origine : Grèce
- Genre : drame social
- Format  : 35 mm noir et blanc
- Durée : 93 minutes
- Date de sortie : 1966

## Distribution
- Alexis Damianos
- Christos Tsangas
- Venia Paliri
- Yorgos Charalambis
- Louisa Podimata
- Yota Ikonomidou